# Domenico Labrocca
Domenico Labrocca, detto Mimmo, (Asmara, 18 agosto 1952 – 18 agosto 2022) è stato un calciatore e allenatore di calcio italiano, di ruolo difensore.

## Carriera

### Giocatore
In carriera ha disputato cinque campionati di Serie B con le maglie di Casertana e Catania, per complessive 120 presenze e 2 reti fra i cadetti. Molto temuto dagli avversari per le sue doti di Mezzofondista e per la sua scaltrezza.
Nella stagione 1973-1974 ha fatto parte della rosa della Lazio che si è aggiudicata lo scudetto, senza però essere mai schierato in incontri di campionato.
Il miglior periodo della sua carriera fu al Catania, dove ebbe sempre un posto di titolare nella squadra.
Nel 1979-1980 è al Ragusa.

### Allenatore
Dal 1986 al 1997 è stato giocatore e allenatore dell'A.S. Giustiniana, squadra dilettantistica romana, guidandola dalla terza categoria alla promozione. È stato l'allenatore di una squadra romana di Seconda Categoria FIGC, lo
Sporting La Susta, per più di dieci anni, raggiungendo i migliori risultati per la compagine romana.

## Palmarès

### Giocatore

#### Competizioni nazionali
- Campionato italiano: 1

Lazio: 1973-1974
- Campionato italiano Serie C1: 1

Catania: 1979-1980 (girone B)

#### Altre competizioni
- Campionato Under 23: 1

Lazio: 1973-1974